# 建浦县
建浦县（1931年9月—1932年冬）是中华苏维埃共和国赣东北省（闽浙赣省）的一个县。
1931年9月，建浦县苏维埃政府在崇安五夫街成立，得名于建阳、浦城二县首字。辖浦城坪地（西坑）、建阳回潭和崇安大将等地。连金岩为主席。1932年冬，建浦县撤销。